# النحاس الكبير (فراشة)
النحاس الكبير ( Lycaena dispar ) فراشة من عائلة النحاسية .

## موطن
أرمينيا ، النمسا ، أذربيجان ، بيلاروسيا ، بلجيكا ، بلغاريا ، جمهورية التشيك ، إستونيا ، فنلندا ، فرنسا ، جورجيا ، ألمانيا ، اليونان ، المجر ، إيطاليا ، كازاخستان ، لاتفيا ، ليتوانيا ، لوكسمبورغ ، مولدوفا ، منغوليا ، الجبل الأسود ، بولندا ، سويسرا ، تركيا وأوكرانيا وأوزبكستان.
انقرضت إقليمياً في المملكة المتحدة ، بسبب فقدان الموائل. وقد انقرضت أيضًا في الجزر البريطانية منذ ستينيات القرن التاسع عشر ، مع انخفاض أعدادها في العديد من دول أوروبا الغربية.

## معرض صور

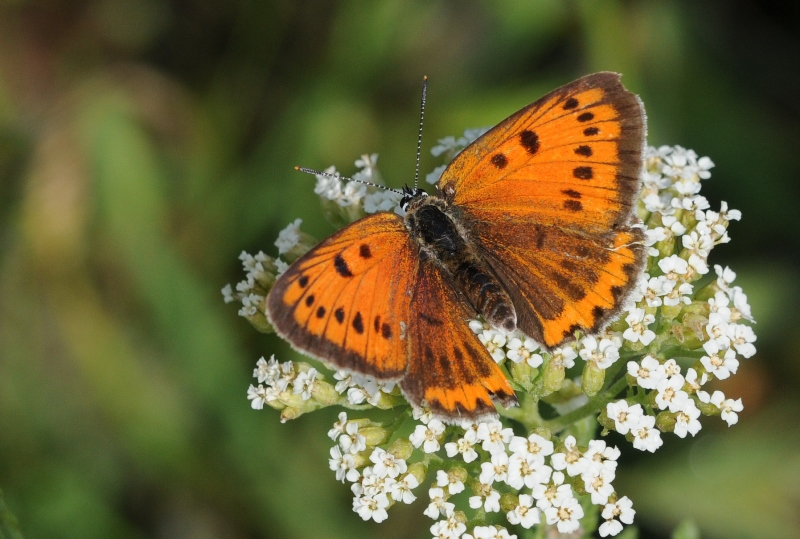
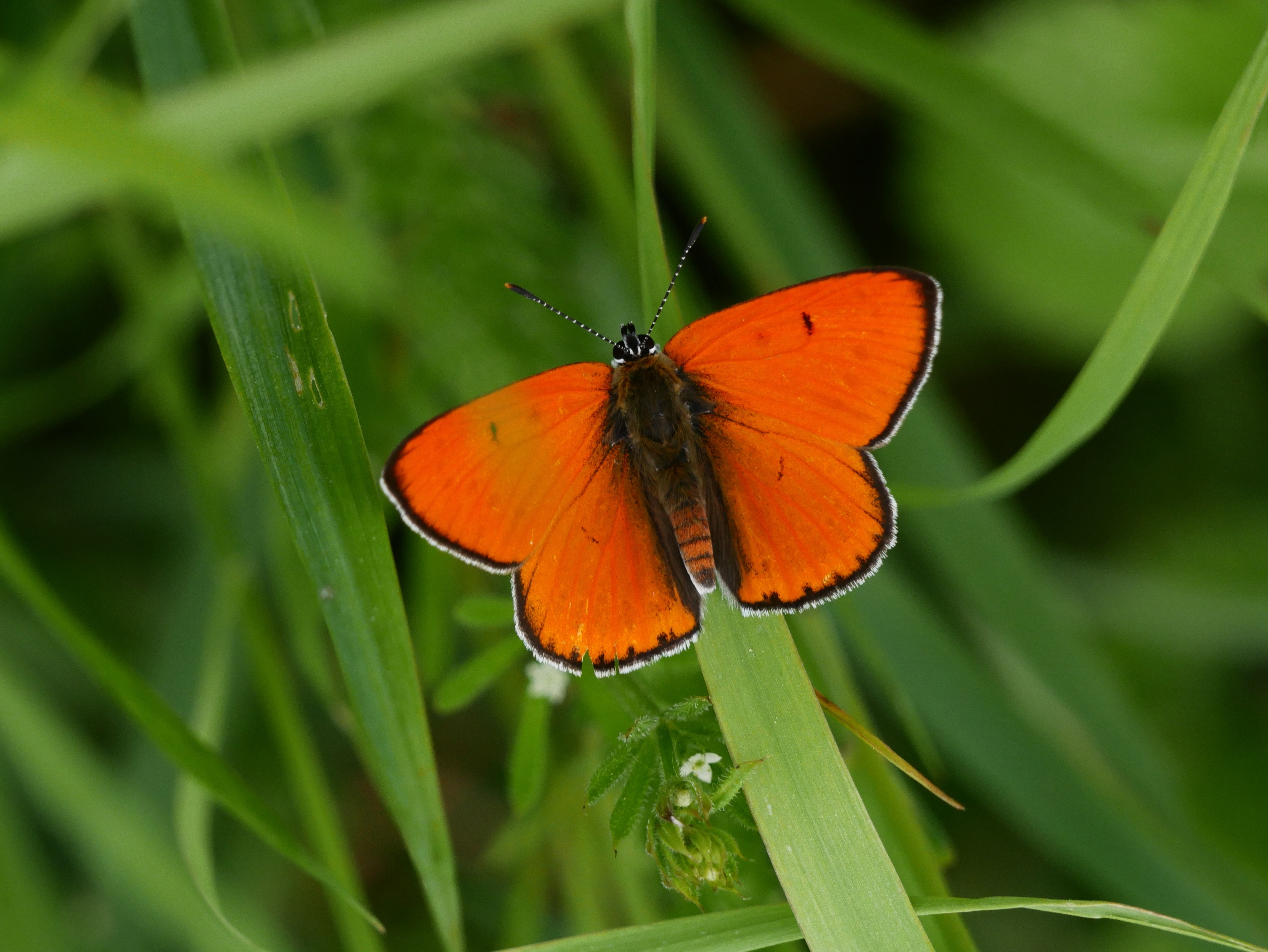
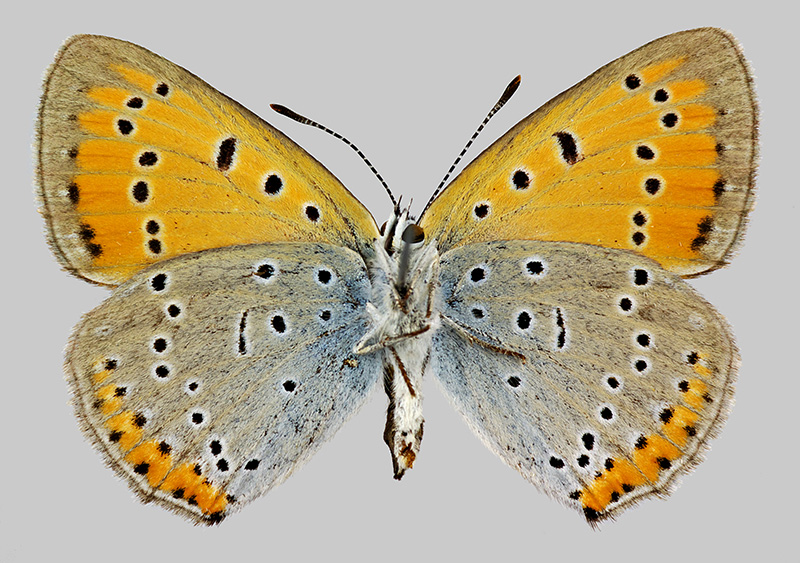

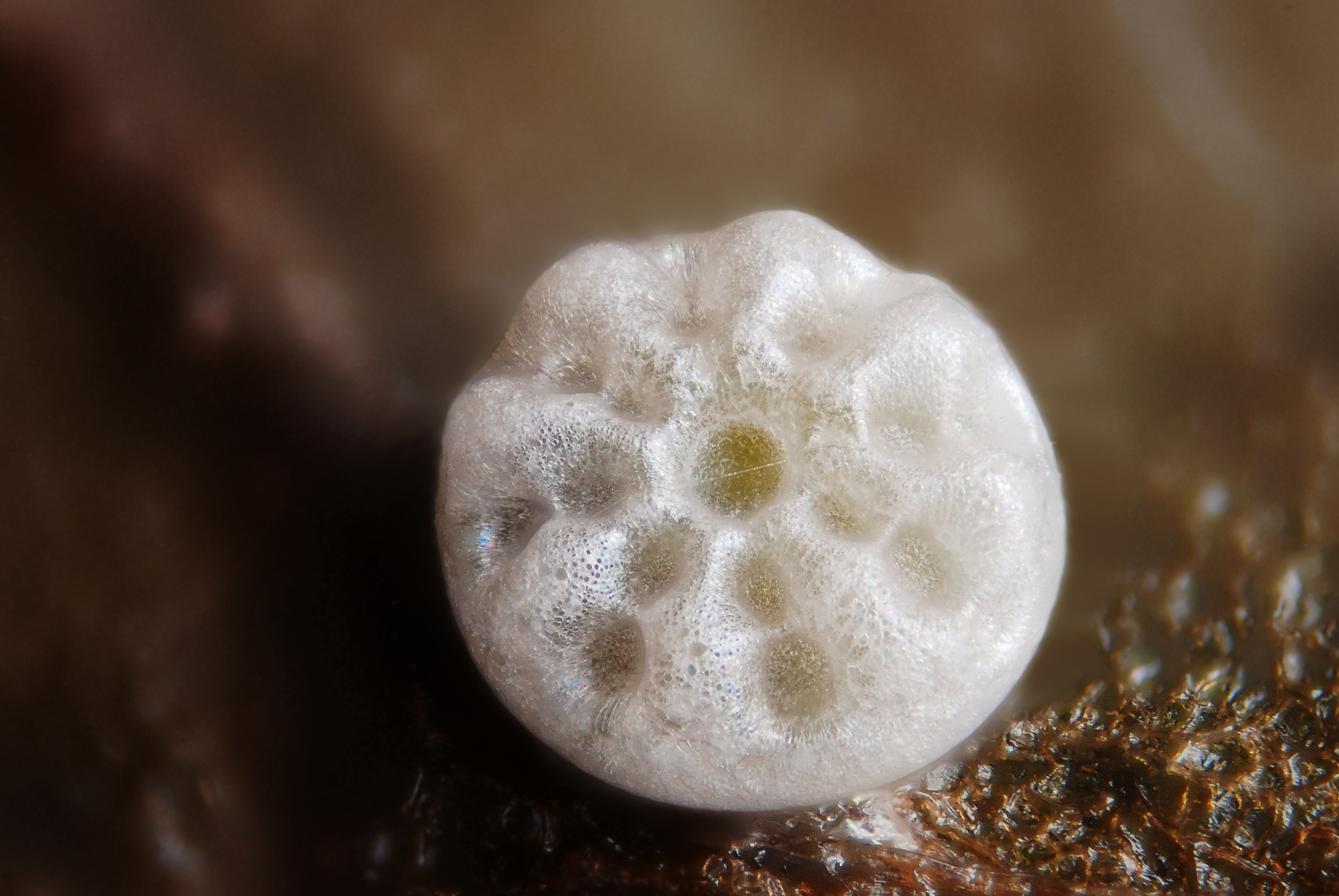
بيضة

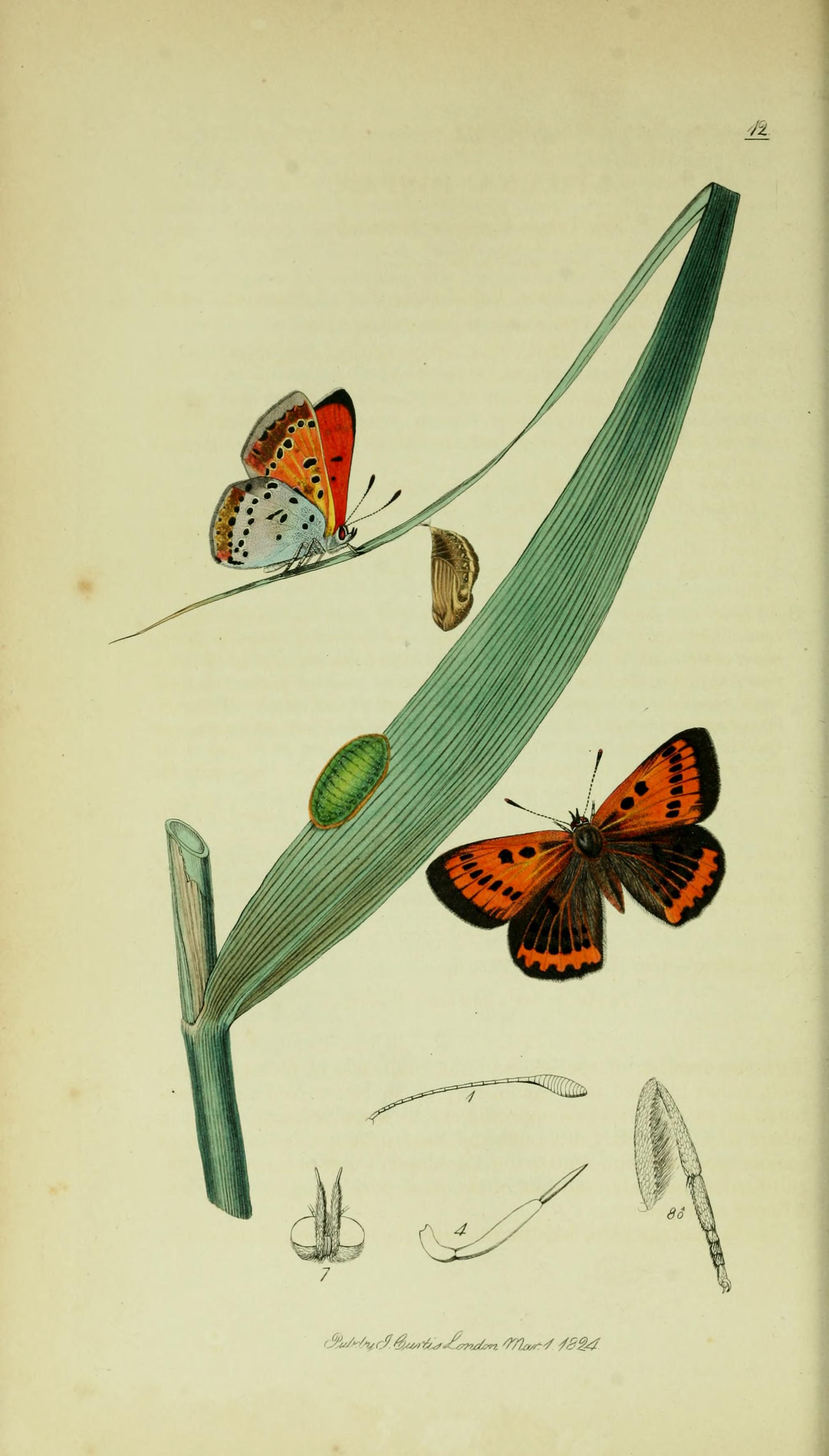
رسم توضيحي من مجلد علم الحشرات البريطاني لجون كيرتس 5